# Бакарев, Алексей Никитич
Алексе́й Ники́тич Ба́карев (1762 (по другим данным − 1766), Малороссия — 22 сентября 1817, Москва) — русский архитектор, художник, реставратор и преподаватель, представитель русской псевдоготики.

## Биография
Родился в Малороссии в семье прапорщика. В 1777—1785 годах учился в архитектурной школе при Экспедиции кремлёвского строения (ЭКС). Ученик М. Ф. Казакова. В 1785—1799 годах — архитекторский помощник. В 1805 году был утверждён Императорской Академией художеств в звании архитектора. «За отличные труды и звания» в 1808 году был назначен штатным архитектором Чертёжной училища при ЭКС. После смерти И. В. Еготова возглавил Чертёжную в 1814 году; преподавал там архитектуру, разрабатывал программы для составления учебных проектов. В 1814 году был назначен директором архитекторского училища, занимал эту должность до самой смерти. Похоронен на кладбище Спасо-Андроникова монастыря.
Проекты А. Н. Бакарева отличались активным использованием готических элементов в сооружениях традиционного классицизма; с Иваном Мироновским он построил здание Синодальной типографии — пожалуй, самый яркий пример такой архитектуры[стиль]. Оно было возведено на месте сгоревшей в пожаре во время Отечественной войны 1812 года старой постройки Шарутина, в которой располагался Московский Печатный двор. Вероятно именно то, что архитекторам, по сути, было поручено «восстановить» палаты XVII века, повлияло на специфику архитектурного декора нового здания (в XVIII в. «готикой» в России часто называли, в том числе, и русскую архитектуру XVI—XVII веков). Архитекторы взяли мотивы европейской готики, при этом построив фасад по законам классицизма. В структуру нового здания были добавлены подлинные исторические детали (две потемневшие каменные плиты со старинными надписями, вмурованные в фасадную стену), а также элементы, воссоздающие те, что были утрачены в сгоревших палатах. Среди них знаменитые солнечные часы (укрепленные над порталами здания), эмблема печатного двора — рельефные фигуры льва и единорога (в центральной части фасада) и герб России (во фронтоне). Возведение здания типографии было завершено только в 1814-м.
Основатель московской династии архитекторов Бакаревых. Младший брат — Т. Н. Бакарев, сын — В. А. Бакарев, внук — В. В. Бакарев.

## Проекты и постройки

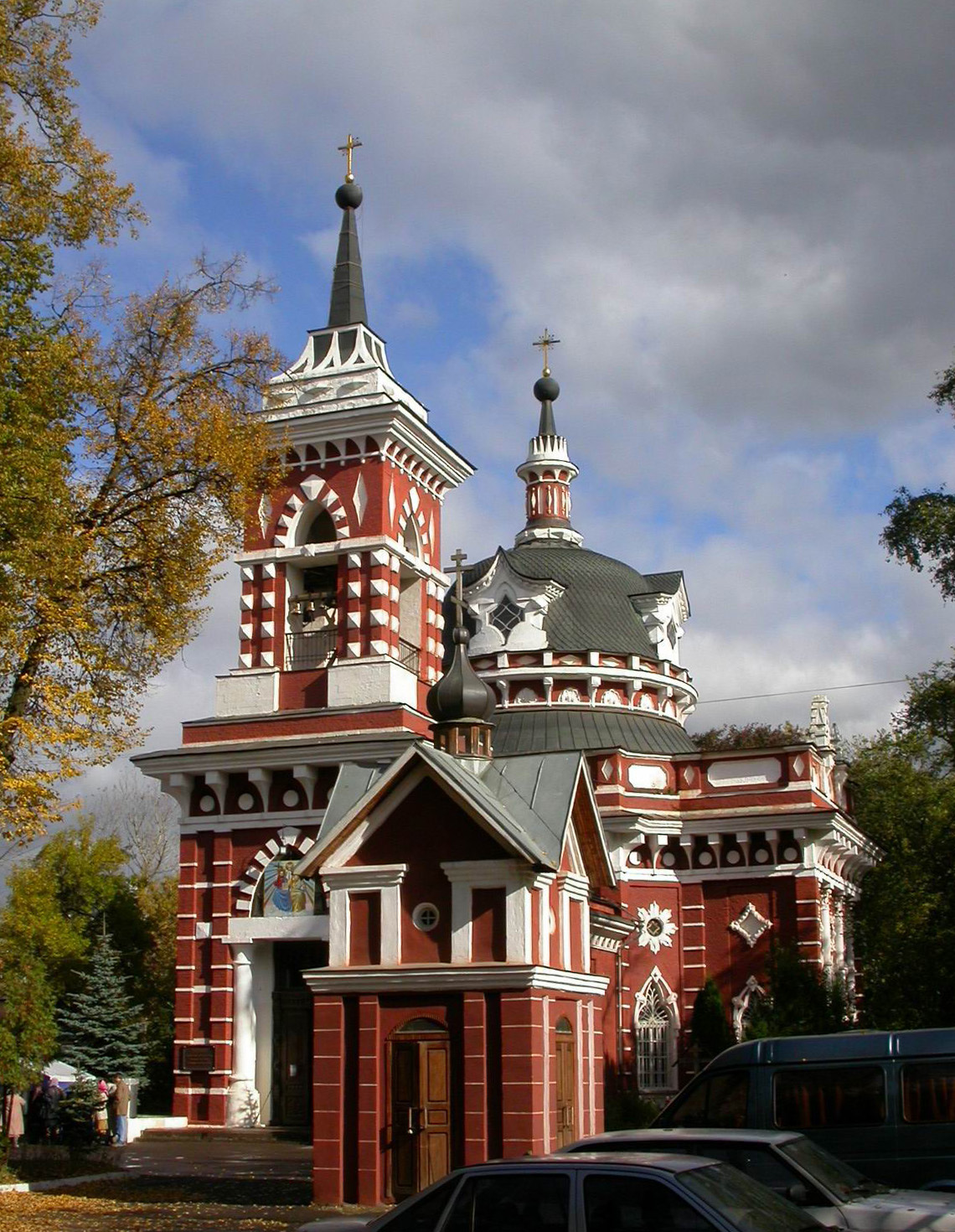
Церковь Иконы Божией Матери Смоленская в Ивантеевке

- Перестройка церкви Николы Мокрого (1802, Москва, Москворецкая набережная), не сохранилась[8];

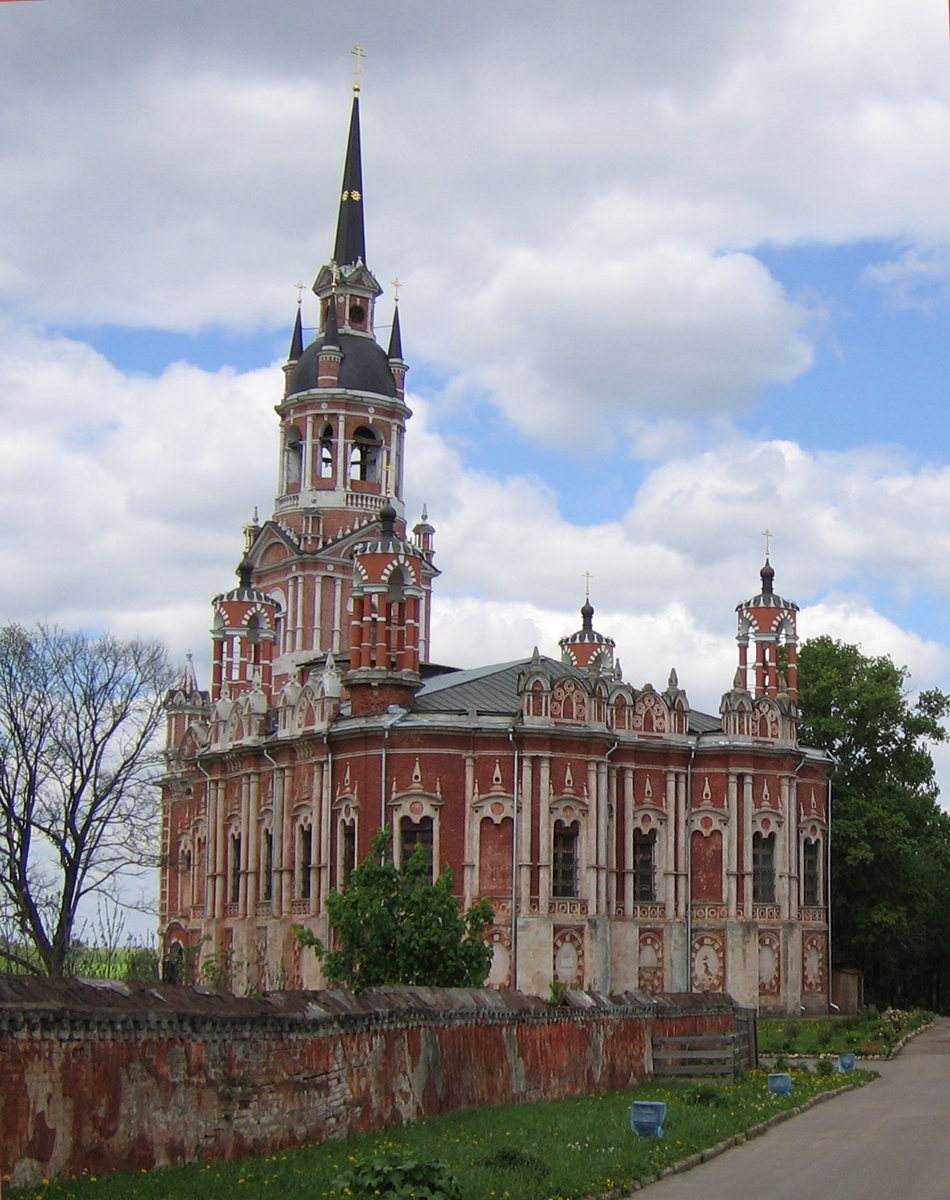
Никольский собор в Можайске)

- Собор Николая Чудотворца (1802—1814, Можайск, Бородинская улица, 9)[8][9];
- Церковь Иконы Божией Матери Смоленская (1803—1808, Ивантеевка, улица Дзержинского, 9)[8][10];
- Перестройка Никольской башни Московского кремля, совместно с Л. Руска (1809, Москва, Кремль)[8];
- Достройка Екатерининской церкви Вознесенского монастыря (начата К. И. Росси) (после 1809—1817, Москва, Кремль, Ивановская площадь), не сохранилась[8][11];
- Проект восстановления колокольни Ивана Великого (1813, Москва, Кремль)[8];
- Синодальная типография Московского печатного двора, совместно с И. Л. Мироновским (1814, Москва, Никольская улица, 15)[8];
- Перестройка дома Благородного собрания (1814, Москва, Охотный ряд, 2 — Большая Дмитровка, 1)[8];
- Проект строительства Петровского театра (1816, Москва, Театральная площадь), не осуществлён[12];
- Участие в перестройке Большого Кремлёвского дворца, по проекту В. П. Стасова (1816, Москва, Кремль)[8];
- Участие в восстановлении Воскресенских ворот, Арсенала и других кремлёвских зданий, совместно с И. В. Еготовым, И. Л. Мироновским, И. Т. Таманским и Е. Д. Тюриным (1810-е, Москва, Кремль)[8][5];
- Московское городское Мещанское училище (кон. XVIII — нач. XIX вв., Москва, Ленинский проспект, 6), перестроено[13].